# Dicranoclista auliae
Dicranoclista auliae är en tvåvingeart som beskrevs av Greathead 1993. Dicranoclista auliae ingår i släktet Dicranoclista och familjen svävflugor.
Artens utbredningsområde är Sudan. Inga underarter finns listade i Catalogue of Life.